# St. Mariae (Freienbessingen)

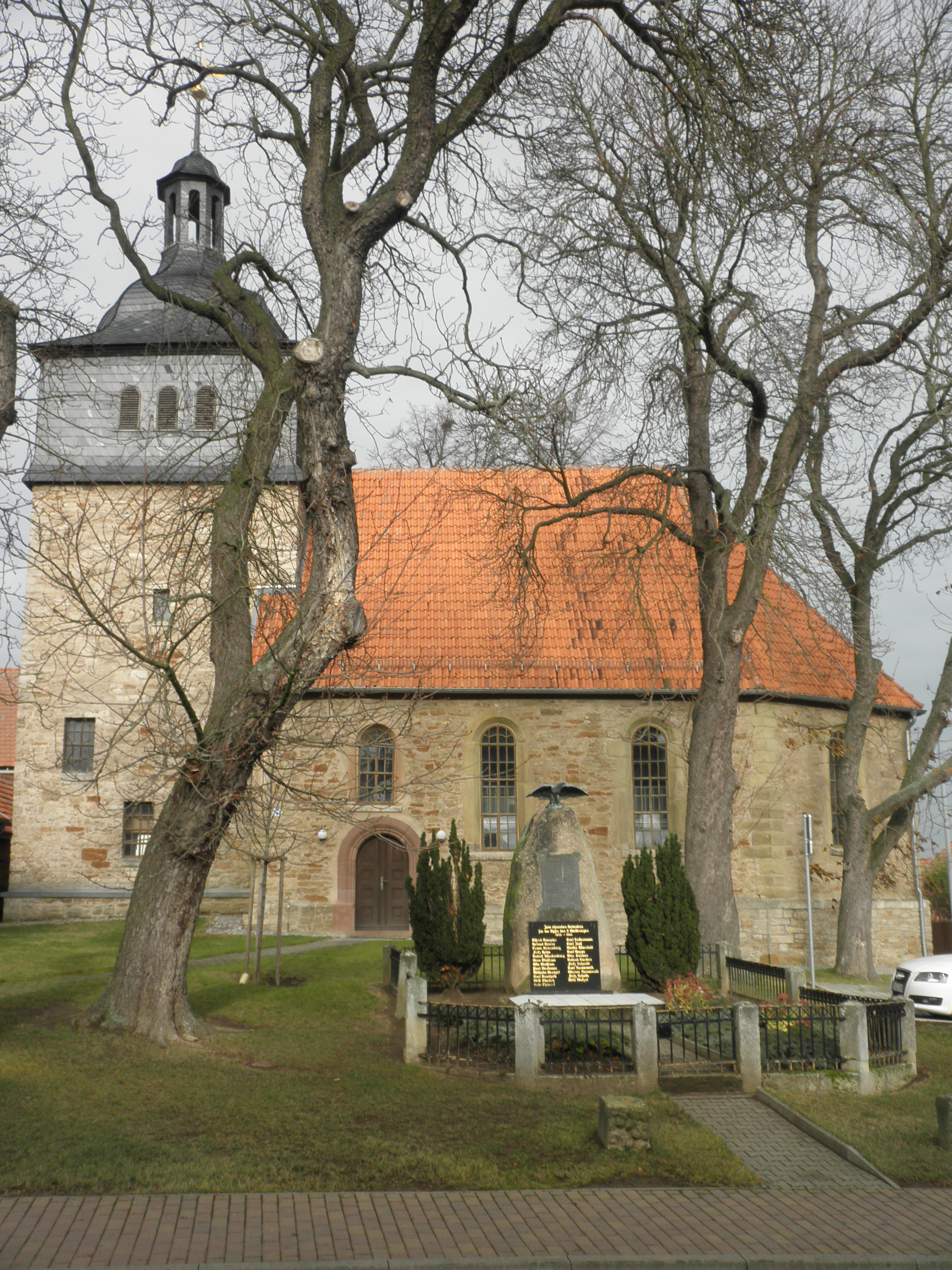
Freienbessingen, St. Mariae

Die Kirche St. Mariae ist eine evangelisch-lutherische Filialkirche in Freienbessingen. Sie wurde im 17. Jahrhundert errichtet.

## Geschichte
Die Kirche wurde während des Dreißigjährigen Krieges errichtet. Zur genauen Zeit gibt es widersprüchliche Angaben: Die Ortschronik gibt den Zeitraum 1614 bis 1624 an, an anderer Stelle heißt es 1636. Vermutlich wurde mittelalterliche Bausubstanz in den Neubau einbezogen.
1843 wurde der Innenraum renoviert, um 1850 erfolgte eine Reparatur der Haube des Westturms. In den späten 1930er Jahren wurde durch den Architekten Georg Bierbaum aus Erfurt eine Ausbesserung des Mauerwerks am Turm und eine Neueindeckung des Turmhelmes mit Schiefer vorgenommen. Auch erfolgte eine Ausmalung des Innenraums durch Fritz Mannewitz aus Jävenitz. 1999 wurde der Kirchturm neu eingedeckt, 2006 und 2007 folgte das Dach der Kirche.

## Baubeschreibung
Es handelt sich um eine Saalkirche mit dreiseitigem Chorabschluss. Der Turm an der Westseite der Kirche ist von quadratischem Grundriss.
Eingänge befinden sich auf beiden Längsseiten im westlichen Teil der Kirche.
Eine Grabplatte aus dem 14. Jahrhundert bildet einen Grundstein an der Südwestecke der Kirche. Sie trägt die in gotischen Majuskeln geschriebene Umschrift „Anno domini … na uxor“. Sie wurde 2007 freigelegt, als der äußere Treppenaufgang zum Turm abgebrochen wurde.
Im Innenraum befinden sich zweigeschossige dreiseitige Emporen, zu denen Treppen in der Nord- und in der Südwestecke hinaufführen. An der Nordempore befindet sich ein Herrschaftsstand, an dessen Brüstung Wappenschilder angebracht waren (ursprünglich geschnitzt, nach einem Verlust 1938 aufgemalt). Die Namen lauten (v. l. n. r.): von Seebach / von Boineburg, von Schlotheim / von Lützerode; von Heimburg / von Selchow, von Kutzleben / von Uslar; von Berlepsch / Irschhausen, von Heilingen / von Swattenfels und von Hopfgarten / von Hausen, von Harstall / von Schierbrand. Die Decke bildet ein Tonnengewölbe aus weiß getünchten Deckleisten. Die Kirchenbänke stammen aus der Barockzeit.
Das Erdgeschoss unter dem Turm ist heute durch eine Glaswand abgetrennt und dient als Winterkirche.

## Orgel
Die Orgel stammt aus der zweiten Hälfte des 19. Jahrhunderts. 1938 erfolgte eine Reparatur durch die Orgelbaufirma Emil Hammer (Hannover). Derzeit ist die Orgel im Obergeschoss des Turmes ausgelagert und daher nicht spielbar. Lediglich der Prospekt steht noch.
Ein E-Piano ist im Besitz der Kirchengemeinde und dient der Gottesdienstbegleitung.

## Kirchhof
Auf dem Kirchhof befindet sich südlich der Kirche ein Gefallenendenkmal für die Opfer des Ersten Weltkrieges aus dem Jahr 1922.